# Josef Matěj Navrátil
Josef Matěj Navrátil (17. února 1798 Slaný – 21. dubna 1865 Praha) byl český malíř krajin, fresek, dekorací, zátiší a figurálních kompozic.

## Život

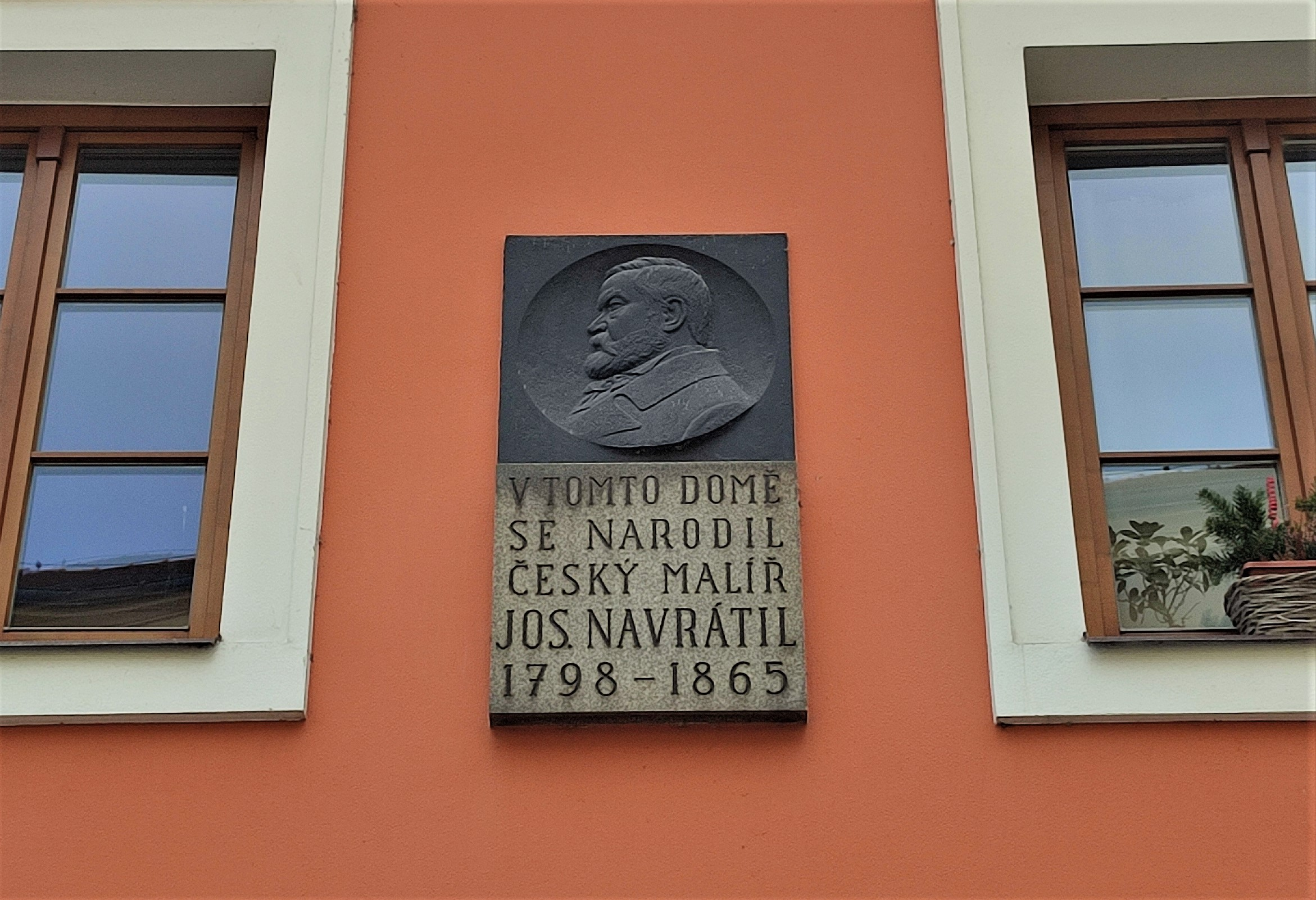
Pamětní deska na rodném domě, Vinařického čp.12/6 ve Slaném

Josef Matěj Navrátil  pocházel ze starého českého rodu, jehož příslušníci se psali Nevrátil a okolo roku 1730 přišli do města Slaného z nedaleké vsi Rynholce. Josefův otec  František Nevrátil (někdy též Newratjl) byl ve Slaném krejčím. V roce 1800 si dal úředně změnit  rodové jméno Nevrátil na Navrátil a později si  otevřel dílnu malíře pokojů.  Josef Matěj Navrátil se narodil ve Slaném, ale už ve věku tří let se s rodiči přestěhoval do Prahy. Spolu s bratrem Františkem se vyučil u svého otce malířem pokojů a nástěnných obrazů. Oba bratři byli také zapsáni 25. července 1819 na pražskou Akademii výtvarných umění, kde byl ředitelem  prof. Josef Bergler. Školu absolvoval v roce 1823, ale dál se vzdělával, také na četných cestách do zahraničí, zvláště do Švýcarska, ale také do Belgie, Francie, Itálie a Německa. Alpy navštívil poprvé roku 1843 a v následujících letech se sem pravidelně vracel. Během svých cest vytvářel především tužkové studie a teprve v klidu ateliéru pak na základě těchto skic sestavoval z jednotlivých motivů definitivní kompozice. 
První obrazy vystavoval v roce 1824 na výstavě pražské Akademie, od roku 1836 pak u Krasoumné jednoty. 
Kromě volné tvorby provozoval také malířsko-dekoratérskou dílnu. Až do počátku padesátých let jeho činnost byla zaměřená převážně na nástěnnou malbu. Dělal malby v bytech, vilách i zámcích, maloval vývěsní štíty. Jeho nástěnné malby z tohoto raného období zdobí dodnes různé objekty v Praze (včetně Pražského hradu a Poštovního muzea) a zámky v Liběchově (kde zajistil malířskou výzdobu v letech 1838–1854), Ploskovicích, Zákupech, Jirnech (s jeho známým Alpským pokojem) a jinde. Vyzdobil čtyřiadvaceti zátišími výkladní skříně podniku pražského vinárníka a lahůdkáře Chlumeckého v Železné ulici. Namaloval pro něj také na konci padesátých let vývěsní štíty. V padesátých letech se podílel na výzdobě několika církevních staveb v Praze (kaple  svatého Kříže na 2. nádvoří Pražského Hradu, kaple Nejsvětější Trojice v Dejvicích, kapitulní síň Křížovnického kláštera).
Na císařském zámku v Zákupech při jeho úpravách jako budoucího sídla císaře v letech 1850 – 1853 s pomocí pomocníků vyzdobil 20 pokojů historickými a žánrovými obrazy, ornamenty, alegoriemi.
Nástěnnými malbami vyzdobil Josef Navrátil v roce 1847 i tzv. Vávrův mlýn v Praze (v objektu sídlí Poštovní muzeum). Malby v usedlosti Jezerka se nedochovaly.
Jeho věhlas rostl a v roce 1850 se stal předsedou Jednoty výtvarných umělců. Začal se více soustředit na malbu závěsných obrazů.  V roce 1861 ale musel své aktivní malířské dráhy zanechat, protože  částečně ochrnul na následky záchvatu mrtvice. Ztráta syna a zdravotní problémy poznamenaly Navrátilův život, útěchu hledal v alkoholu. Jeho dílny se ocitly v úpadku, musel prodat dům. Živil se podomním obchodem svých drobných obrázků a skic. Dožil v chudobě a osamění. 
Zemřel roku 1865 a byl pohřben na Olšanských hřbitovech.

### Rodinný život
Josef Navrátil byl ženat s Terezií, rozenou Mairanovou (1799–1887), dcerou pražského měšťana a výrobce hedvábí. Narodilo se jim šest dětí, ale jen tři  se dožily dospělosti.  Druhá dcera Emilie (* 1826) zemřela po porodu. V roce 1859 zemřel  ve věku třiceti let jeho syn Antonín, který byl rovněž malířem. Pomáhal svému otci při malířské výzdobě zámků v Zákupech a Ploskovicích.
Rodina bydlela nejprve v Dlouhé ulici na Starém městě, v roce 1854 koupil Navrátil dům v Petrské ulici. Byl členem stolové společnosti Nimrodů, která se scházela v pivovaru U Kléblatů a k níž patřil mimo jiné  i Josef Jungmann. Navrátilovi udržovali blízké vztahy s rodinou malíře  Augusta Piepenhagena.

## Posmrtné hodnocení

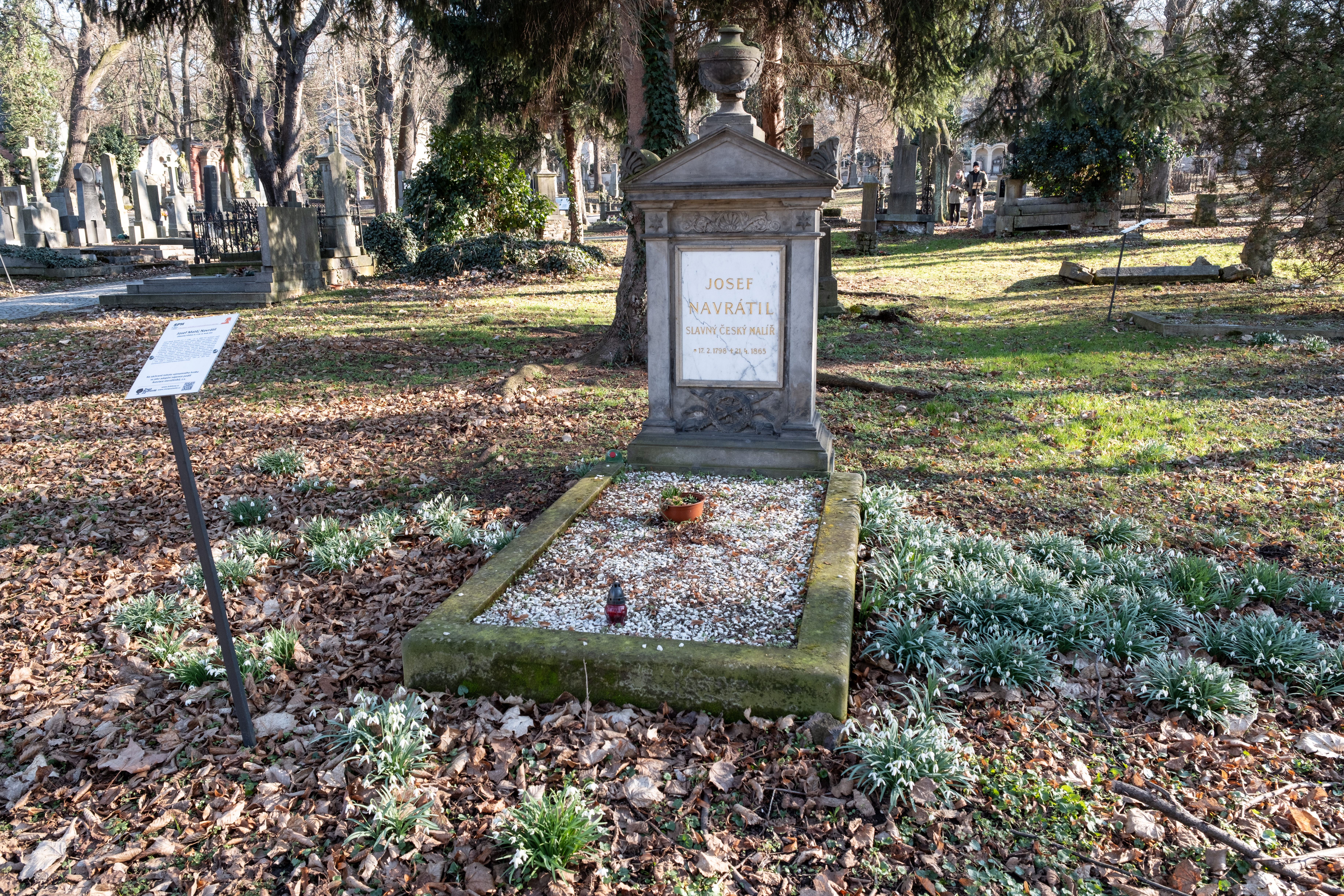
Hrob Josefa navrátila na Ošanských hřbitovech. Hrob je udržován (stav v r. 2025) a opatřen informační tabulkou v rámci projektu Adopce významných hrobů.

Po smrti Josefa Matěje Navrátila byla jeho díla zapomenuta.  Poprvé byla souborně prezentována až v roce 1909 na první výstavě věnované tomuto malíři v Rudolfinu. Díky tomu se tak stala díla Josefa Matěje Navrátila předmětem zájmu historiků umění. Do popředí se dostala jeho zátiší a žánrové obrázky. 
Inspiroval fotografa Josefa Sudka, který v padesátých letech objevuje jeho malířská zátiší, která reprodukoval nejen pro tisk, ale také sám pro sebe. Nechal se jimi ovlivnit při zaznamenávání kolínské krajiny a po druhé světové válce vytvořil cyklus Zátiší podle Navrátila, 1954.

## Památky
Kolem roku 1900 po něm byla pojmenována ulice ve Slaném (souběžná s Vinařického ulicí, kde je pamětní deska na jeho rodném domě) a v roce 1952 byla pojmenována Navrátilovou ulice poblíž Karlova náměstí v Praze, podle Navrátilova úmrtního domu čp. 1472/II.

## Dílo
Navrátilova malířská a dekoratérská dílna se podílela na zakázkách pro zámky v Jirnech, Ploskovicích, Zákupech a Liběchově, na Pražském hradě a v pražských měšťanských domech. Oblíbené byly výmalby stěn s pohledy do krajiny, které vytvářely iluzi pobytu v přírodě. Dalšími náměty výmaleb byly scény z dějin, náboženské motivy nebo divadelní výjevy. Navrátil zavedl i vlastní techniku na principu enkaustiky s krycí klihovou barvou.
J. M. Navrátil byl vynikající krajinář. Velkou oblibu sběratelů si získaly především kvaše s horskými motivy (Alpy, Krkonoše, Šumava). Maloval romantická zákoutí mořských pobřeží, horských a skalních scenérií s vodopády (Vodopád Mumlavy v Krkonoších, 1850-1853), ale také fantastické krajiny a ruiny. V duchu dobového romantismu kladl důraz na vystižení snivé atmosféry horské přírody s velkým citem pro detail. Měl velký smysl pro kolorit, světlo a atmosféru. Jeho miniaturní kvašové krajiny se vyznačují rokokovou, sladce pastelovou barevností růžových, světlezelených a modrostříbrných valérů, jimiž dokázal vystihnout náladu i charakter přírodní scenérie v různých obdobích.
Pro svého přítele Jana Chlumeckého, majitele pražského lahůdkářství U Itala v Železné ulici, namaloval vývěsní štíty, řadu drobných studií (Vařený humr) nebo scénu z vinného sklepa. Nejvíce se však zapsal svými žánrovými obrázky, zátišími a figurálními malbami. Představovaly náměty z ulice, ze společnosti nebo z divadelního prostředí, zachycovaly anonymní pražské figurky při práci, zábavě i odpočinku často s nadsázkou a humornou pointou. Jeho drobné obrazy a skici patří ke klenotům české malby 19. století. Zátiší Navrátil maloval od čtyřicátých let jako nástěnné dekorace v Liběchově a Ploskovicích, v olejomalbě pak především v padesátých letech.
V práci s barevnou skvrnou navázal na světelnou malbu období rokoka. V jeho obrazech dochází k míšení nejrůznějších stylů, byl u nás asi prvním umělcem, který dosáhl uvolněného malířského výrazu blízkého francouzským realistům. Od padesátých let pestrý rokokový kolorit dřívějších prací přešel v tlumené hnědé a zelenošedé tóny a zájem o realisticky podaný přírodní detail byl zdůrazněn pastóznější, strukturovanou malbou. K těmto pracím patřil také žánr Hon na lišku, téma, ke kterému se malíř několikrát vrátil v olejomalbě i v kvaši.
Svým osobitým stylem spojil rokoko s biedermeierem, romantismus s realismem a v drobných žánrových obrázcích, podaných jen několika tahy štětce v bravurním malířském podání (Dáma se závojem, před 1860), předznamenal impresionismus.

## Expertizy obrazů
Josef Navrátil vytvořil desítky drobných studií - olejomaleb, zejména zátiší, ale málokdy své obrazy podepisoval. Ke znalcům jeho díla patřil historik umění, dr. Václav Vilém Štech, rovněž slánský rodák.

## Citát
Velikým poučením a překvapením, které otevřelo bohatý pohled do naší minulosti, byla výstava Josefa Navrátila, pořádaná amatéry a sběrateli v Rudolfinu na začátku roku 1909. Znal jsem některé krajinky tohoto zapomenutého umělce, jehož K. B. Mádl celkem odbyl v historickém pohledu na naše umění v Památníku České akademie. Bývaly ozdobou staropražských domácností. Chodil jsem dlouho kolem výlohy Topičova závodu, kde stále nabízena byla jeho veliká krajina. Otec kdysi chtěl koupit toto dílo slánského rodáka – ale stálo sto šedesát korun, sumu přesahující učitelské možnosti.
V. V. Štech 

## Galerie

Dílo Josefa Matěje Navrátila
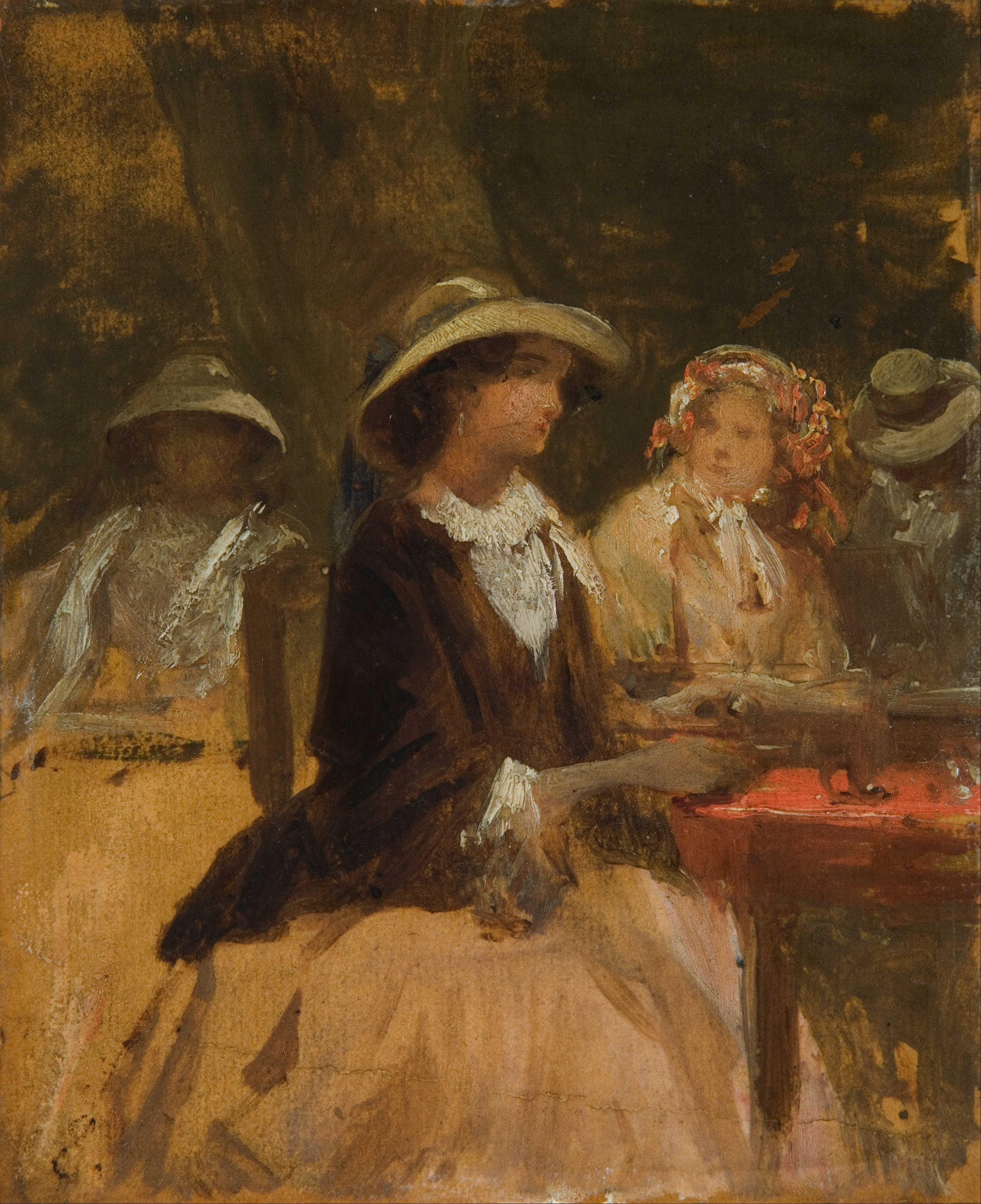
V zahradní restauraci (kolem 1850)
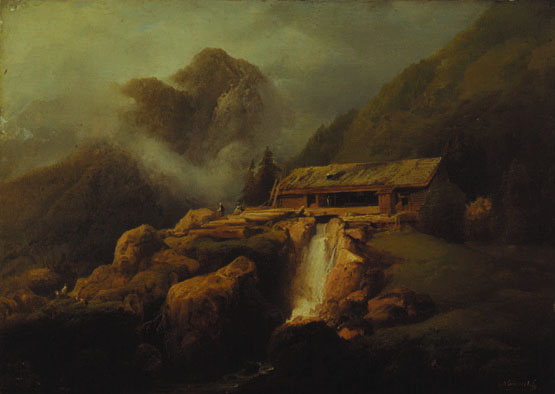
Horská krajina u Vyššího Brodu (kolem 1830)
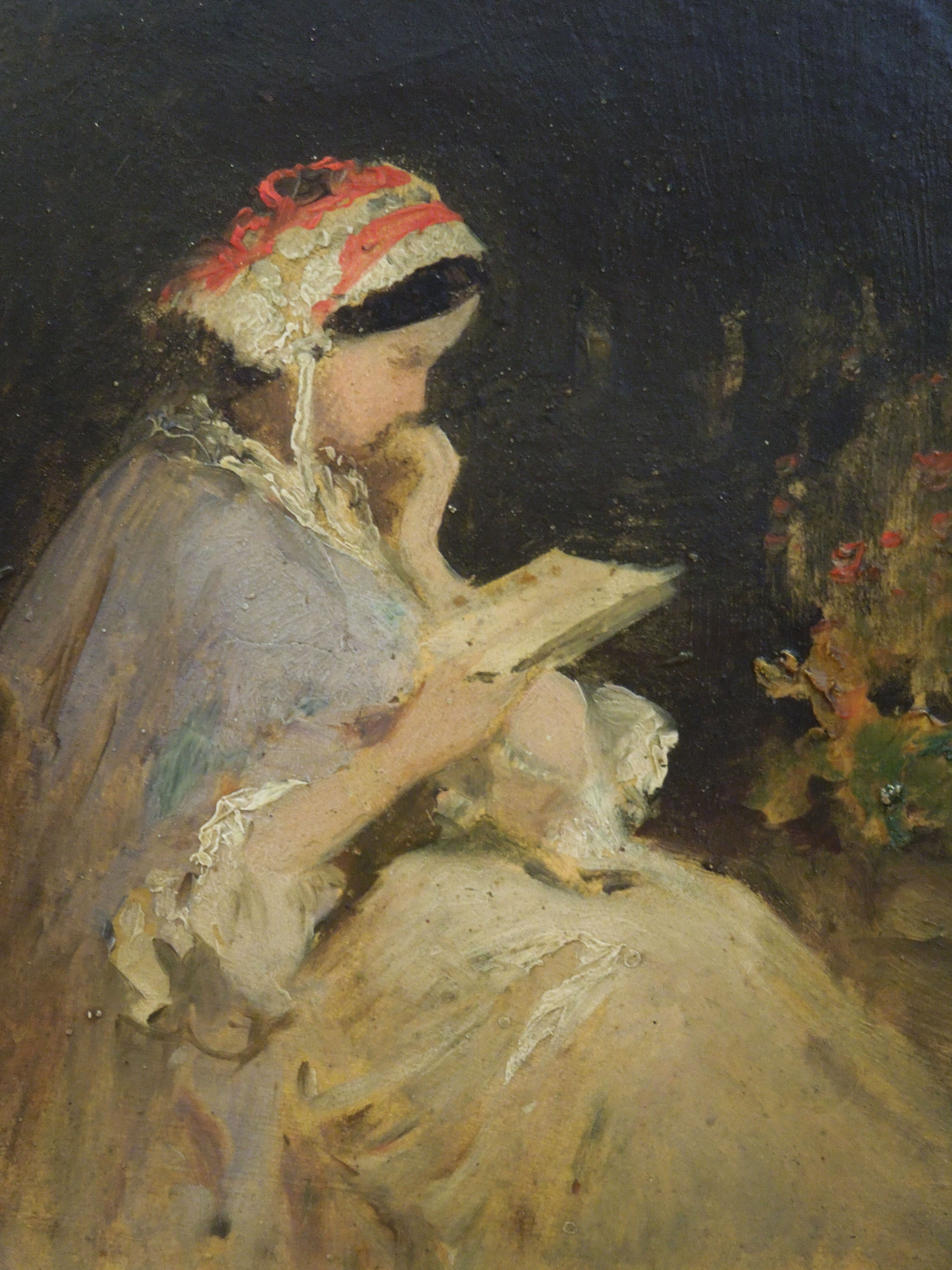
Čtenářka (1850)
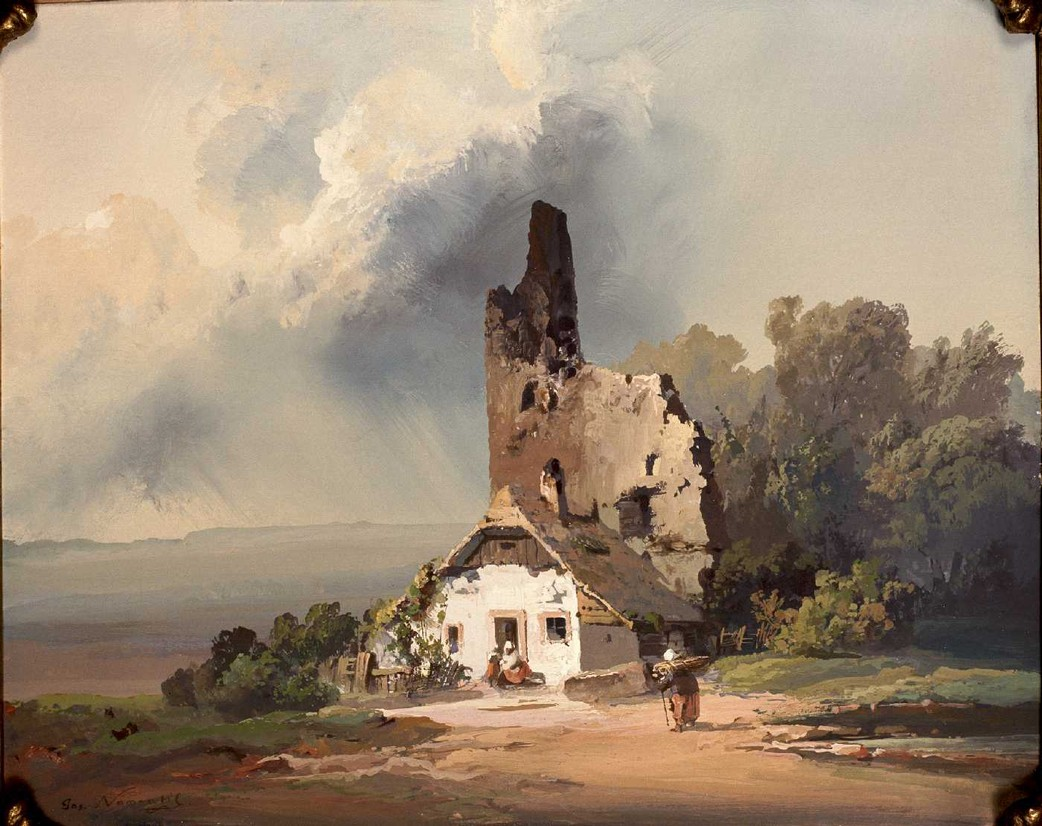
Krajina se zříceninou
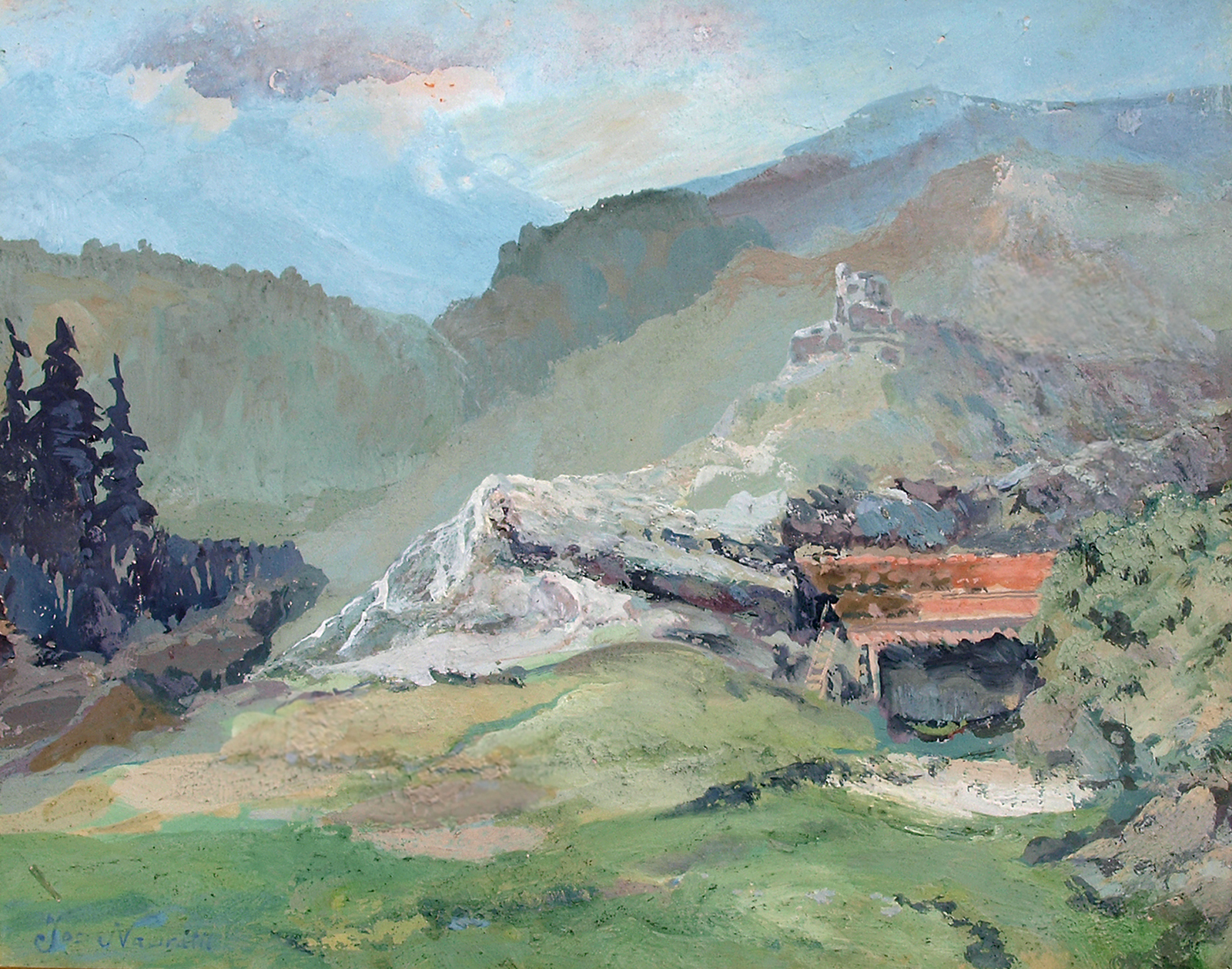
V horách (kvaš na papíru)
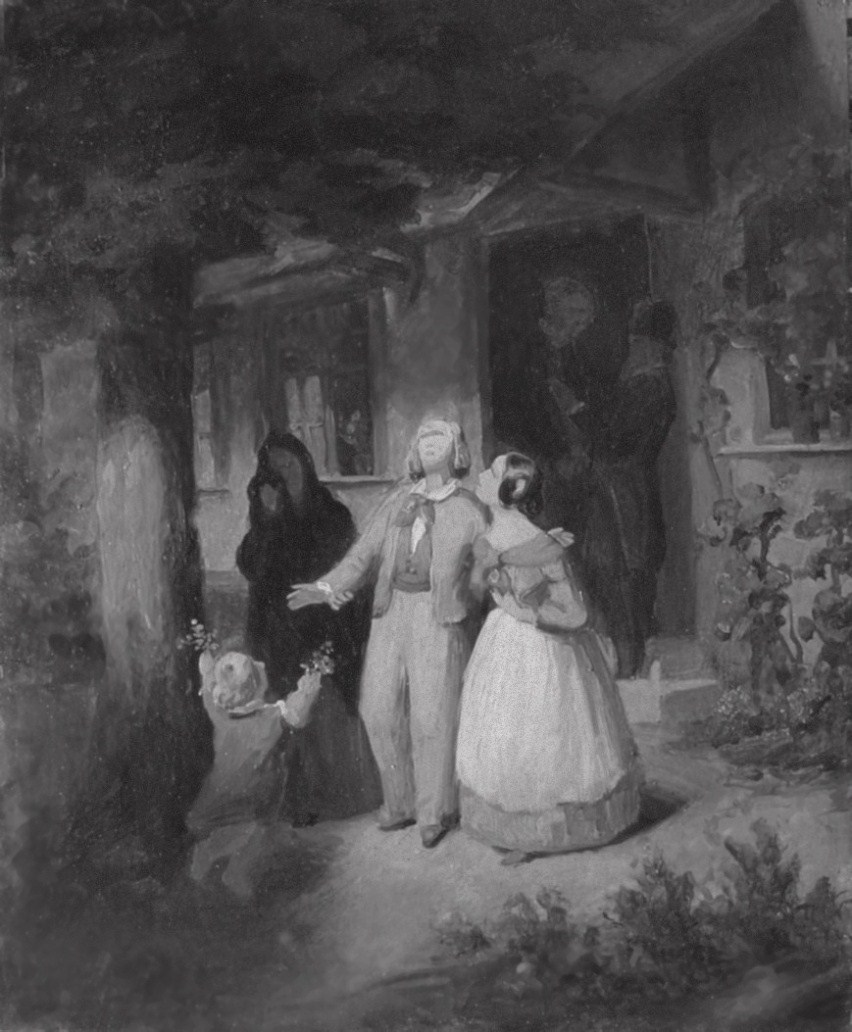
Slepcův den (Olej na papíru)
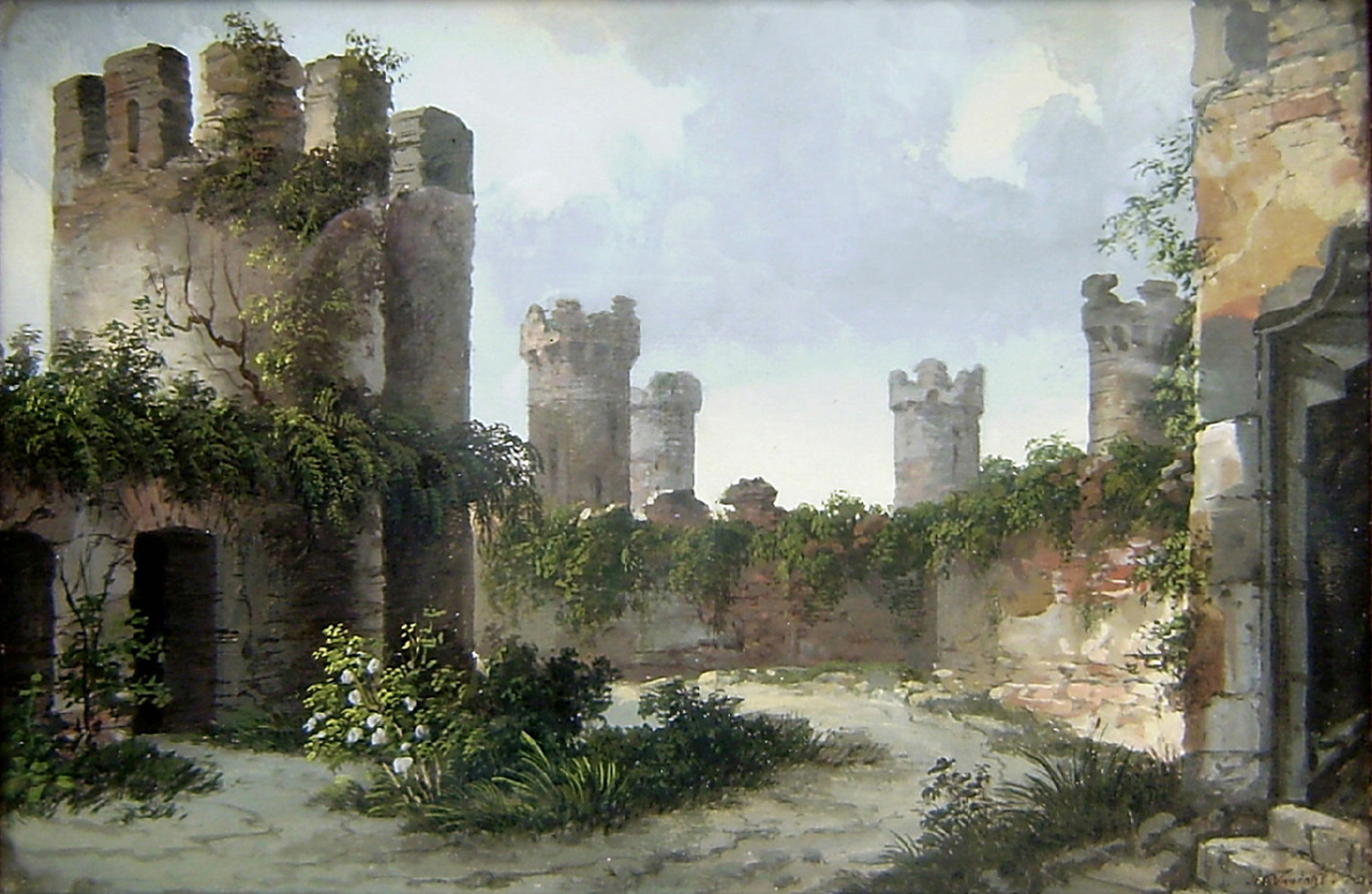
Ruiny (kvaš)
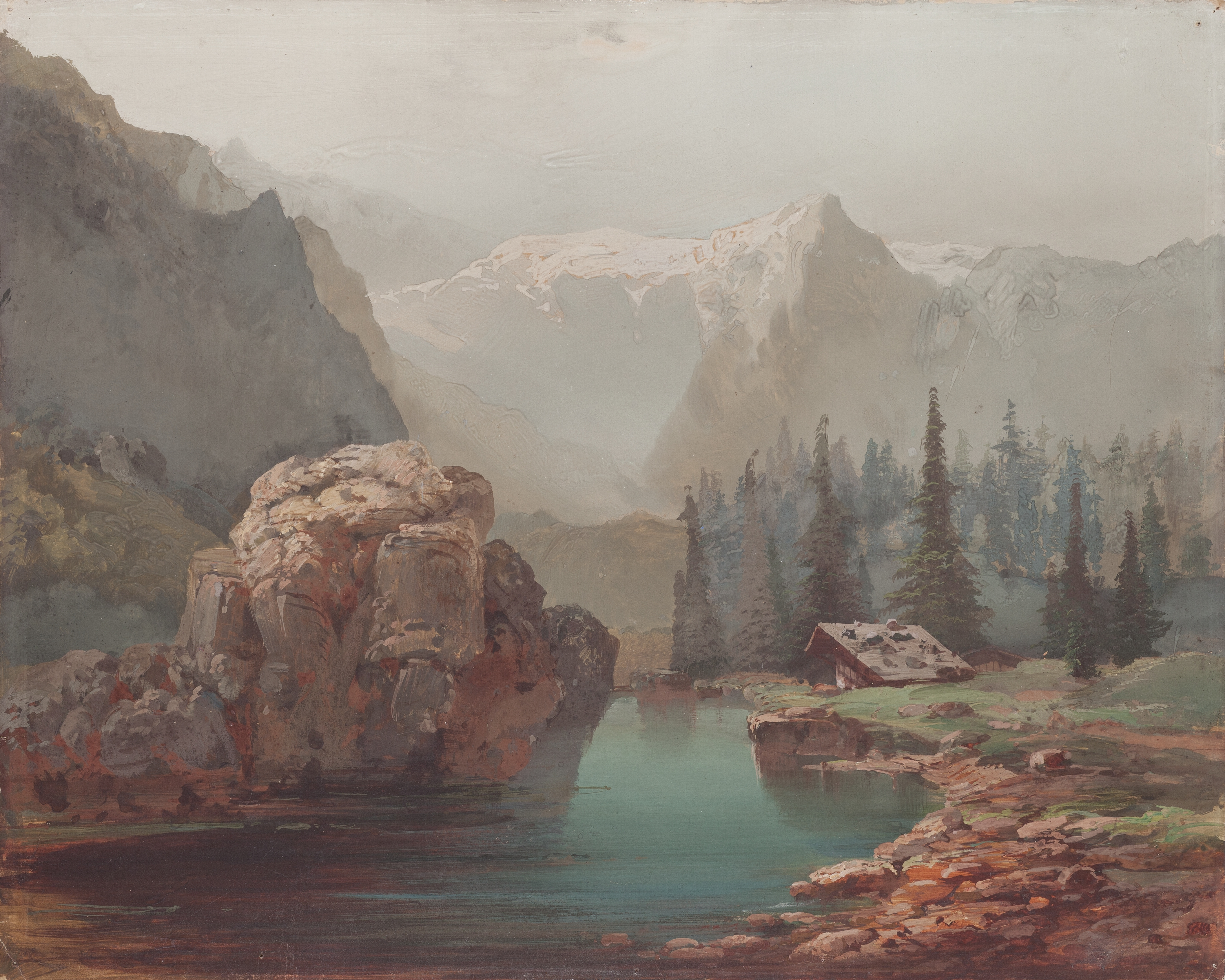
Horská krajina s jezerem (kvaš na papíru, 1843-1855)
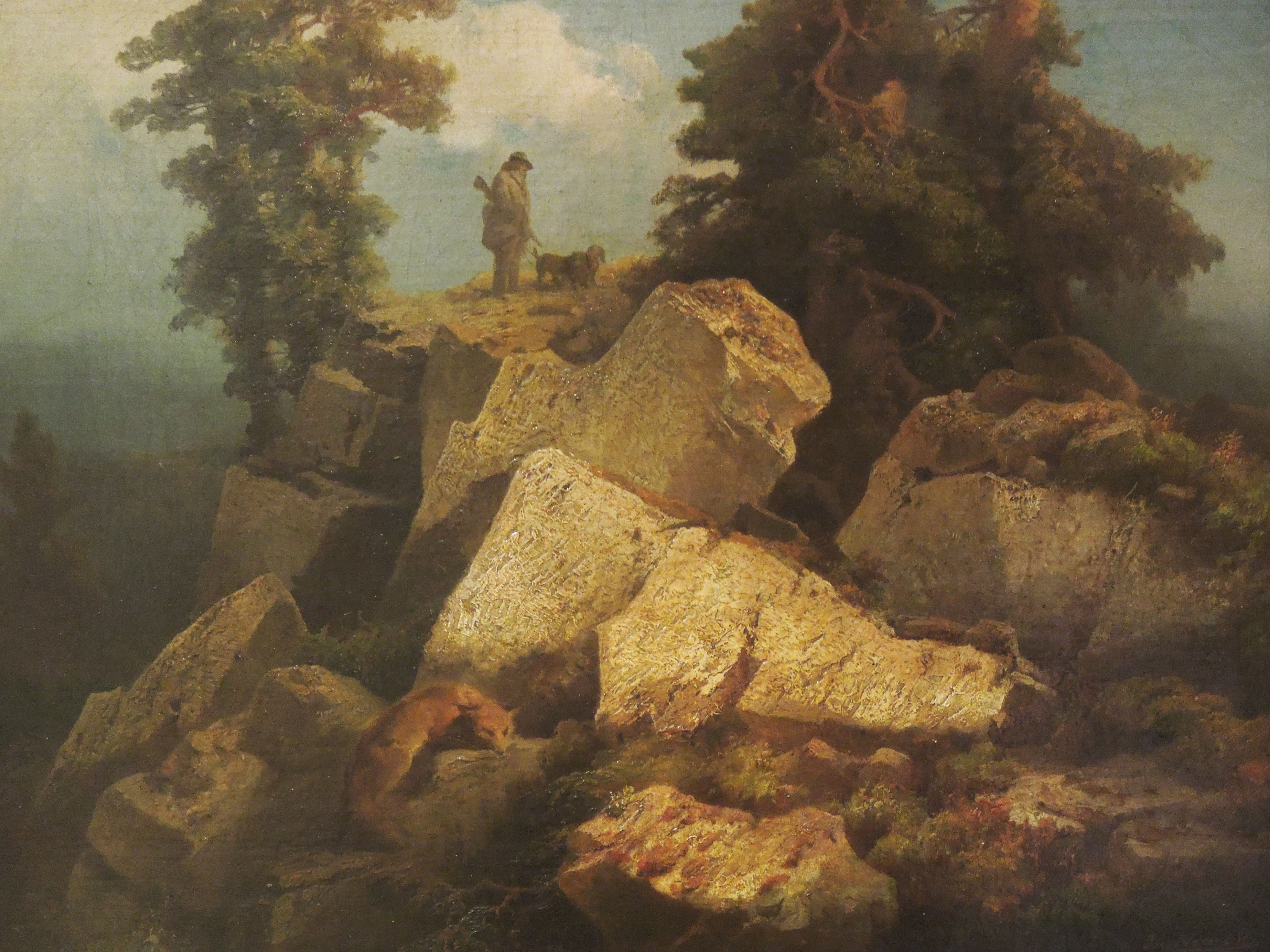
Hon na lišku (olejomalba, po 1850)
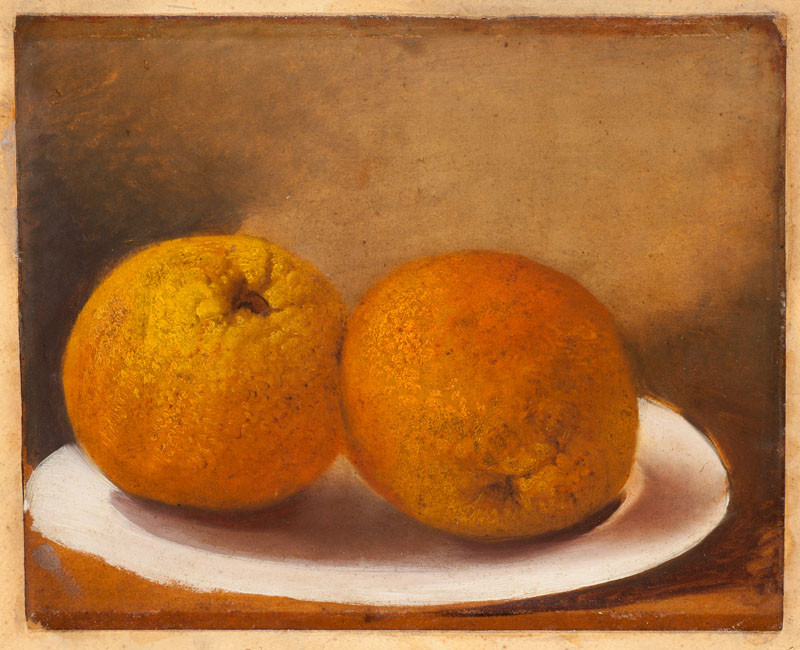
Zátiší s pomeranči (olej, 1850)